# Karl August von Esebeck
Karl August Ludwig Hans von Esebeck, seit 1869 Freiherr von Esebeck (* 11. April 1786 in Zweibrücken; † 21. Dezember 1871 in Potsdam) war ein preußischer Generalleutnant.

## Leben

### Herkunft
Karl August von Esebeck war der Sohn des preußischen Generalmajors Karl von Esebeck (1745–1809) und dessen Ehefrau Wilhelmine Charlotte, geborene Schönberg von Brenkenhoff (1752–1827).

### Militärkarriere
Esebeck kam am 1. Dezember 1797 als Gefreitenkorporal in das Infanterieregiment des Prinzen Louis Ferdinand von Preußen. Dort avancierte er bis Mitte Januar 1804 zum Sekondeleutnant. Im Vierten Koalitionskrieg wurde Esebeck in der Schlacht bei Auerstedt schwer verwundet. Nach dem Frieden von Tilsit galt er als dienstunfähig und erhielt am 8. November 1807 seinen Abschied mit einer jährlichen Pension von 96 Talern und der Aussicht auf Anstellung im Zivildienst. Am 23. März 1808 wurde ihm der Charakter als Stabskapitän mit der Genehmigung zum Tragen seiner alten Armeeuniform verliehen.
Im Vorfeld der Befreiungskriege wurde Esebeck am 1. April 1813 als Führer der Kompanie freiwilliger Jäger im 3. Ostpreußischen Landwehr-Infanterie-Regiment angestellt und in dieser Stellung am 1. Juli 1813 zum Kapitän befördert. Für sein Wirken in der Schlacht bei Großbeeren erhielt Esebeck das Eiserne Kreuz II. Klasse und den Orden des Heiligen Wladimir IV. Klasse. Er nahm an der Schlacht bei Dennewitz, dem Gefecht bei Jüterbog sowie den Belagerungen von Wittenberg, Wesel und La Fère teil. Am 20. Dezember 1813 wurde er mit Patent vom 18. Mai 1814 zum Major befördert und als Bataillonsführer in das 3. Westfälische Landwehr-Infanterie-Regiment versetzt. Vom 26. Juli bis zum 29. Dezember 1815 war Esebeck im 1. Westfälische Landwehr-Regiment und anschließend als Kommandeur im Königsberger Garde-Landwehr-Bataillon tätig. Am 20. Februar 1822 wurde er mit Patent vom 10. April 1822 zum Oberstleutnant befördert. Am 30. März 1826 kam er dann als Kommandeur zum Garde-Reserve-Landwehr-Regiment, dazu erhielt Esebeck am 27. Juni 1826 ein Prämie von 300 Talern.
Am 30. März 1828 wurde er mit Patent vom 5. Mai 1828 zum Oberst befördert und ein Jahr später als Kommandeur in das 3. Infanterie-Regiment versetzt. Als Folge seiner Verwundung bei Auerstedt litt Esebeck unter Kopfschmerzen und bekam am 16. Mai 1829 die Genehmigung den Dienst im Hut zu verrichten. Am 30. März 1835 kam er als Kommandeur in die 1. Landwehr-Brigade und avancierte am 30. März 1836 zum Generalmajor. Am 30. März 1839 wurde Esebeck zum Kommandeur der 1. Infanterie-Brigade ernannt. Krankheitsbedingt erhielt er am 2. Juni 1839 für zehn Wochen einen Urlaub bewilligt, um sich in Wiesbaden zu erholen. Am 7. April 1842 übernahm Esebeck die 1. Division und stieg am 30. März 1844 zum Generalleutnant auf. In dieser Eigenschaft wurde ihm am 2. September 1844 der Stern zum Roten Adlerorden II. Klasse mit Eichenlaub verliehen. Am 5. März 1845 wurde er mit der gesetzlichen Pension zur Disposition gestellt. Esebeck erhielt am 17. Januar 1850 seinen Abschied, wurde aber am 29. Dezember 1860 nochmals zur Disposition gestellt. Für seine Leistungen wurde er am 6. März 1869 in den Freiherrenstand erhoben, er starb am 12. Dezember 1871 in Potsdam.
Er war Herr auf Reichenwalde und Ritter des Johanniterordens.

### Familie
Esebeck heiratete am 21. September 1809 Frederike von Saucken (1788–1830). Das Paar hatte mehrere Kinder:
- Friederike (1810–1829)
- Rudolf (1812–1890), preußischer Oberst, Kommandeur des Infanterie-Regiments Nr. 46, Schloßkommandant von Berlin ⚭ Marie Couchoud (1820–1890)
- Natalie (1815–1882) ⚭ 1. Oktober 1833 Hermann Hofer von Lobenstein (1804–1872), preußischer Generalmajor
- Hermann (1816–1876), preußischer Major ⚭ 1843 Laura von Studnitz (1821–1897)[2]
- Hugo (1818–1880), preußischer Rittmeister ⚭ Anna von Schön (* 1817), Tochter des Theodor von Schön
- Karl (1821–1866), preußischer Major im Garde-Füsilier-Regiment, starb an der Cholera in Brünn in Mähren ⚭ 1851 Clara von Rothkirch-Panthen (1828–1903), Tochter des Freiherren Friedrich Jaroslaw von Rothkirch-Panthen (1794–1873)
- Elise (* 1823)

Nach dem Tod seiner ersten Frau heiratete Esebeck am 15. April 1831 Therese Angelique von Stülpnagel (1810–1887), eine Tochter des Generals Ferdinand von Stülpnagel. Das Paar hatte mehrere Kinder:
- Ferdinand (1833–1893), preußischer Oberst ⚭ 1861 Frieda von Bonin (1839–1891),[3] Tochter des Staatsministers und Oberpräsidenten der Provinz Posen Gustav von Bonin
- Friedrich (1835–1870), preußischer Hauptmann im 5. Thüringischen Infanterie-Regiment Nr. 94, gefallen in der Schlacht bei Wörth ⚭ 1868 Anna Rabe von Pappenheim (1846–1922)
- Constanz (1836–1894), preußischer Generalmajor ⚭ 1872 Marie Gräfin von Klinckowstroem (1841–1875)
- Magdalena (* 1842) ⚭ 1870 Oscar von Kretschmann († 1885)
- Johanna (* 1847)